# Phil Irving
Philip Edward Irving dit Phil Irving (1903-1992) était un ingénieur et un écrivain australien bien connu pour son implication dans l'histoire de Brabham Racing Organisation et Repco en Formule 1 ainsi que de la firme Vincent. Il est l'auteur des livres Tuning For Speed et Motorcycle Technicalities et d'un encart dans le magazine Motor Cycling sous le pseudonyme « Slide Rule ».
Irving se dévoue toute sa vie à sa passion pour la moto et la course à moto. Peu de temps avant sa mort, alors âgé de 89 ans, il continue de faire du tuning sur des Harley-Davidson dans son commerce de Ballarat en Australie. Le propriétaire de l'entreprise, Ken James dit que « vous ne pouvez pas stopper Phil, il a seulement besoin d'être entouré de moteurs et de les faire chanter » (« you can't stop Phil, he just needs to be around engines, and make them sing ».
Irving reprend la direction technique de la société australienne KHE alors qu'il continue de construire et d'améliorer de motos Vincent sous la griffe Irving Vincent Motorcycles.
En hommage à ses nombreux travaux, la Confederation of Australian Motor Sport (CAMS) a choisi de nommer le plus important de ses trophées le Phil Irving Award. Cette récompense a été remise à Ron Tauranac.
Le Phil Irving Trophy est une récompense remise lors de la course annuelle sur le circuit de Phillip Island

## Publications
- (en) Philip Edward Irving, Tuning for Speed, Menoshire, 1986, 6e éd. (1re éd. 1948) (ISBN 0-908031-29-7)
- (en) Philip Edward Irving, Motorcycle Engineering
- (en) Philip Edward Irving, Automobile Engine Tuning
- (en) Philip Edward Irving, Two-Stroke Power Units, Londres, Newnes, 1967
- (en) Philip Edward Irving, Rich Mixture : A Motorcycle Miscellany, Australie, Research Publications, 1976
- (en) Philip Edward Irving, Black Smoke, Australie, 1977
- (en) Philip Edward Irving, Restoring & Tuning Classic Motorcycles, 1979